# Ъ (сингл)
«Ъ» («Твёрдый знак») — сингл группы «Алиса».

## История
В 2010 году группа  выпустила сингл, который вначале никак не был назван, но позже стал известен как «Ъ». В него вошли три песни: «Твёрдый знак», «В путь» и «Работа». Сингл поступил в продажу 12 июня 2010 года в Самаре на фестивале «Рок над Волгой».
Весь альбом Ъ в «сыром» варианте был готов уже в 2009 году, но группа ждала окончания строительства собственной студии. После того как она была достроена, музыканты записали все композиции и поехали сводить и мастерить альбом в Германию. Так как лето — неудачное время для релиза альбома, было решено перенести его на осень, а летом выпустить сингл.
Впервые сингл поступил в продажу 12 июня 2010 года в Самаре на фестивале «Рок над Волгой». Алиса закрывала этот фестиваль, выступив после группы Deep Purple. Изначально предполагалось, что сингл можно будет приобрести только там, но позже он поступил в продажу в интернет-магазинах.

## Список композиций
| №  | Название       | Автор(ы)          | Длительность |
| -- | -------------- | ----------------- | ------------ |
| 1. | «Твёрдый знак» | Константин Кинчев | 3:51         |
| 2. | «В путь»       | Константин Кинчев | 6:23         |
| 3. | «Работа»       | Константин Кинчев | 3:39         |

В интервью 2009 года Константин Кинчев приоткрыл смысл песни «Работа»:

…Но я не разделяю свою жизнь и работу. А поле для работы большое. Например, сейчас я ещё не готов отвечать за всё, что делаю. Буду каяться, взвешивать свои слова, соизмерять. Поэтому я не отдыхаю. У меня одна из последних песен так и называется: «Работа». Работа — жить. И мне интересно жить.

## Оформление
Белый диджипак с логотипом группы вложен в красный футляр с круглой прорезью. На обратной стороне диджипака среди букв русского алфавита красным выделена надпись «Алиса». Внутри диджипака на чёрном фоне написаны названия композиций. Сам диск выполнен в однотонном красном цвете. Обозреватель мультипортала «Km.ru» Денис Ступников назвал такое оформление «стильно аскетичным».